# Atractus mijaresi
Atractus mijaresi — вид змій родини полозових (Colubridae). Ендемік Венесуели.

## Поширення і екологія
Atractus mijaresi відомі з типової місцевості, розташованої у верхів'ях річки Чама в штаті [[[Мерида (штат)|Мерида]], на висоті 2405 м над рівнем моря. Вони живуть в сухих тропічних лісах і на плантаціях, на висоті від 1500 до 2600 м над рівнем моря.